# THRASH DOMINATION
THRASH DOMINATION（スラッシュ・ドミネイション）は、日本のヘヴィメタル系ライブイベント。「スラドミ」と略される事もある。主にスラッシュメタル・バンド数組を集めたパッケージ・イベントとして、2004年から開催している。

## Thrash Domination 04
出演
- テスタメント
- オーヴァーキル
- デス・エンジェル
- フロットサム・アンド・ジェットサム

テスタメントはエリック・ピーターソン(G)の怪我による片足の複雑骨折が原因でキャンセルした。
会場
- 2004年9月24日(金) 大阪なんばHatch
- 2004年9月25日(土)・26日(日) 川崎クラブチッタ

## Thrash Domination 05
出演
- テスタメント
- デストラクション
- ラーズ・ロキット
- クリーター

会場
- 2005年9月17日(土)・18日(日) 川崎クラブチッタ

## Thrash Domination 06
出演
- ヴェノム
- デス・エンジェル
- ソドム
- オンスロート
- ドラゴンロード

ヴェノムは、クロノス(Vo,B)の重度の感染性の肺炎のため、キャンセルした。
会場
- 2006年9月16日(土)・17日(日) 川崎クラブチッタ

## Thrash Domination 07
出演
- ニュークリア・アソルト
- デストラクション
- アナイアレイター
- ネヴァーモア

会場
- 2007年9月22日(土)・23日(日) 川崎クラブチッタ

## Thrash Domination 08
出演
- テスタメント
- ヴォイヴォド
- フォビドゥン

会場
- 2008年9月20日(土)・21日(日) 川崎クラブチッタ

## Thrash Domination 09
出演
- テスタメント
- エクソダス
- クリーター
- ヒーゼン

会場
- 2009年9月19日(土)・20日(日) 川崎クラブチッタ

「in OSAKA」
- 2009年9月16日(水) 大阪Shangri-La - エクソダス
- 2009年9月17日(木) 大阪BIG CAT - テスタメント、クリーター

「in NAGOYA」
- 2009年9月18日(金) 名古屋CLUB QUATTRO - エクソダス、クリーター
- 2009年9月21日(月) 名古屋Electric Lady Land - テスタメント

## Thrash Domination 10
出演
- オーヴァーキル
- エクソダス
- ネヴァーモア
- サンクチュアリ
- アウトレイジ
- エージェント・スティール

当初18日はネヴァーモア、19日はサンクチュアリの予定だったが、
サンクチュアリが諸事情によりキャンセルし、ネヴァーモアが両日とも出演した。
会場
- 2010年9月18日(土)・19日(日) 川崎クラブチッタ

関連公演「-25th ANNIVERSARY- KILL FEST JAPAN TOUR 2010」
- 2010年9月17日(金) 大阪Shangri-La - オーヴァーキル

## Thrash Domination 13
10以来2年半振りの復活（11・12は実施無し）、および初の春開催。
出演
- デス・エンジェル
- デストラクション
- テスタメント

デス・エンジェルは9日・10日でセットリストを変更。
テスタメントは10日のみアンコールありだった。
会場
- 2013年3月9日(土)・10日(日) 川崎クラブチッタ

## Thrash Domination 14
出演
- エクソダス
- ヴォイヴォド
- サンクチュアリ
- アーティレリー

会場
- 2014年3月15日(土)・16日(日) 川崎クラブチッタ

## Thrash Domination 15
出演
- オーヴァーキル
- エクソダス
- ソドム

会場
- 2015年3月21日(土)・22日(日) 川崎クラブチッタ

関連公演「EXODUS JAPAN TOUR 2015」
- 2015年3月23日(金) 大阪Shangri-La - エクソダス

## Thrash Domination 16
出演
- クリーター
- デストラクション
- ダーク・エンジェル

会場
- 2016年1月9日(土)・10日(日) 川崎クラブチッタ

関連公演「単独公演 DAY-1, DAY-2」
- 2016年1月11日(月) 大阪Shangri-La - デストラクション
- 2016年1月12日(火) 大阪CLUB QUATTRO - クリーター

## Thrash Domination 18
出演
- テスタメント
- エクソダス
- ウォーブリンガー

会場
- 2018年2月10日(土)・11日(日) 川崎クラブチッタ